# 勝利拱門

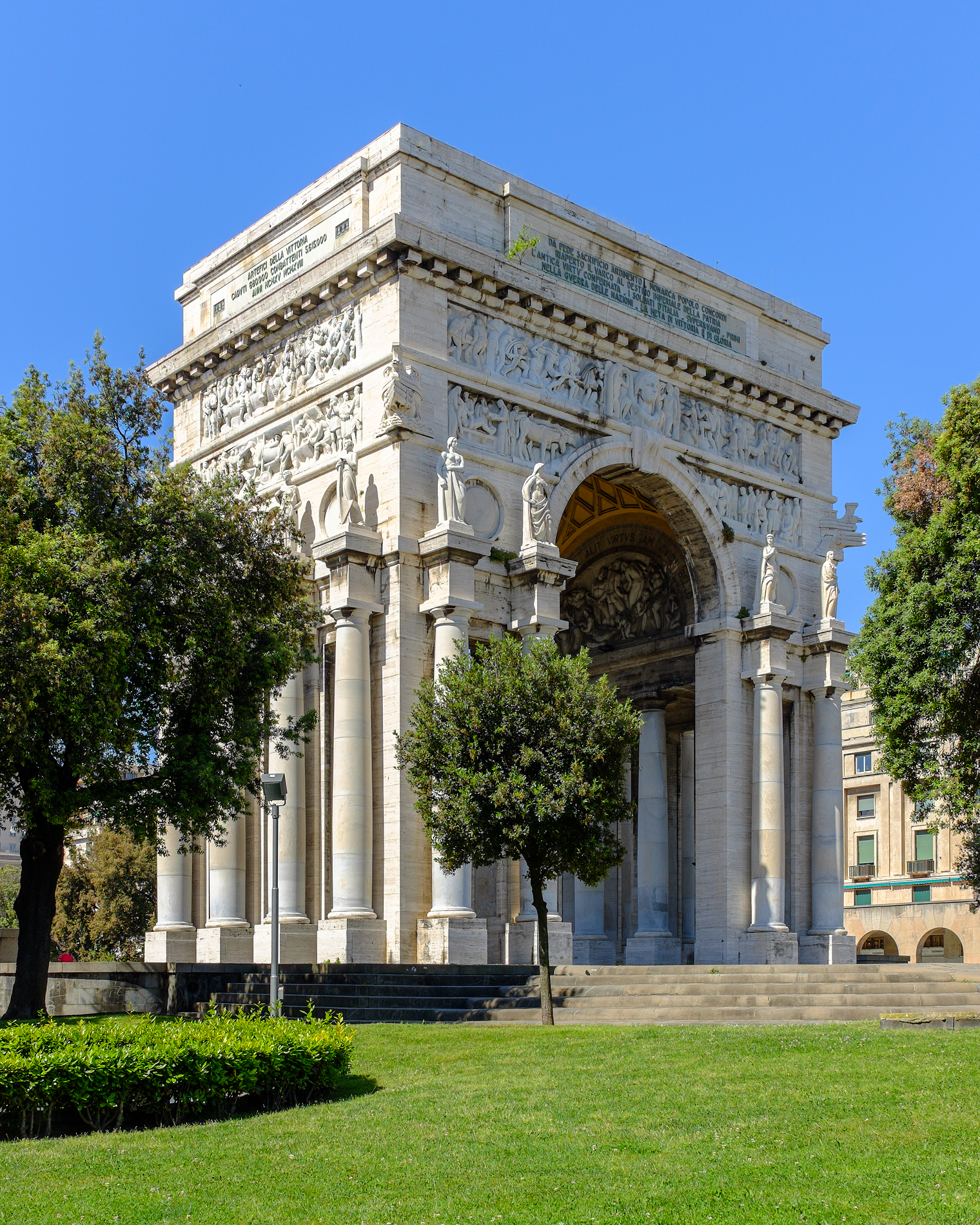
勝利拱門

勝利拱門（義大利語：Arco della Vittoria）是位於義大利城市熱那亞的一座拱門。這座拱門的修建目的是紀念在第一次世界大戰中犧牲的熱那亞人，竣工於1931年5月31日。1923年，熱那亞政府決定在這裡修建一座紀念建築，並在義大利全國徵集設計方案。由於雨水的影響，拱門現在受到侵蝕。拱門外表由立柱和雕塑裝飾。